# Entedon apionis
Entedon apionis är en stekelart som beskrevs av Erdös 1951. Entedon apionis ingår i släktet Entedon, och familjen finglanssteklar. Arten är reproducerande i Sverige.